# Слободища (Грязовецкий район)
Слободища — деревня в Грязовецком районе Вологодской области на реке Махреньга.
Входит в состав Юровского муниципального образования, с точки зрения административно-территориального деления — в Юровский сельсовет.
Расстояние по автодороге до районного центра Грязовца — 16 км, до центра муниципального образования Юрово — 7 км. Ближайшие населённые пункты — Хаймино, Дуденево, Степурино.
По переписи 2002 года население — 17 человек.